# The Old Maid
The Old Maid, in Nederland bekend onder de titel De laatste kus, is een film uit 1939 onder regie van Edmund Goulding. De film is gebaseerd op een boek van Edith Wharton. Daarnaast is het ook gebaseerd op een toneelstuk van Zoe Akins, dat op Broadway in 1935 305 uitvoeringen had.
Eigenlijk zou Humphrey Bogart de mannelijke hoofdrol spelen. Echter, hij werd na vier dagen ontslagen. De rol ging hierna naar George Brent.

## Verhaal

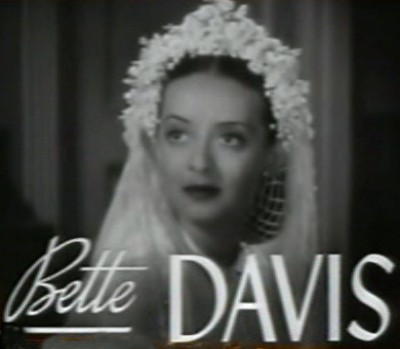
Davis in The Old Maid

De film speelt zich af tijdens de Amerikaanse Burgeroorlog. Delia en Clem Spender zijn al verloofd, wanneer hij voor twee jaar lang weg moet. Als hij terugkomt ontdekt hij dat ze op het punt staat te trouwen met de rijke Joe Ralston. Wanneer zij Clem weigert, zoekt hij troost bij Charlotte, die altijd al van hem heeft gehouden. Nadat hij belooft met haar te trouwen als hij terug is, keert hij terug naar de Oorlog om te vechten. Hij wordt hier echter vermoord. Charlotte komt erachter dat ze zwanger van hem is en doet alsof ze ziek is en vlucht naar het Westen, om te ontkomen aan haar buurt, die een ongehuwde moeder onacceptabel vinden. In het Westen wordt haar dochter Tina geboren.
Na de Oorlog keert Charlotte terug naar Philadelphia waar ze een weeshuis begint te runnen. Rond deze tijd heeft Delia twee kinderen van Joe gekregen en verlooft Charlotte zich met Jim, Joe's broer. Op de dag dat ze op het punt staat met hem te trouwen, geeft ze aan Delia toe dat een van de kinderen uit het weeshuis haar eigen dochter Tina is. Delia voorkomt dat Jim met haar trouwt door tegen hem te zeggen dat haar gezondheid in slechte conditie is. Charlotte zelf ontdekt pas later dat Jim het huwelijk eindigde vanwege een leugen. Hierdoor vervreemden Charlotte en Delia een tijd van elkaar. Dit verandert wanneer Joe omkomt bij een ongeluk en een eenzame Delia vraagt of Charlotte en Tina bij haar intrekken. Tina weet niet dat Charlotte haar moeder is en gaat ervan uit dat Delia dit is.
Jaren gaan voorbij en Tina, die nog steeds niet weet dat Charlotte haar moeder is, verandert in een jonge vrouw. Ze wil graag trouwen met de rijke Lanning Halsey, maar dit wordt tegengehouden door het feit dat ze een wees is. Omdat ze er nu een hekel aan heeft een wees te zijn, stelt Delia voor haar legaal te adopteren. Charlotte staat dit toe, maar wil wel de waarheid over haar verleden vertellen. Charlotte begint langzaam maar zeker Delia steeds meer te verafschuwen en verbergt dit niet.

## Rolverdeling
| Acteur           | Personage                   |
| ---------------- | --------------------------- |
| Bette Davis      | Charlotte Lovell            |
| Miriam Hopkins   | Delia Lovell Ralston        |
| George Brent     | Lt. Clem Spender            |
| Donald Crisp     | Dr. Lanskell                |
| Jane Bryan       | Volwassen Tina (Clementina) |
| Marlene Burnett  | Tina als kind               |
| Louise Fazenda   | Dora                        |
| James Stephenson | Jim Ralston                 |
| Jerome Cowan     | Joseph Ralston              |
| William Lundigan | Lanning Halsey              |